# L'Agence Barnett et Cie
L'Agence Barnett et Cie est un recueil de 8 nouvelles policières de Maurice Leblanc, mettant en scène Arsène Lupin. Deux nouvelles (Les Gouttes qui tombent et Les Douze Africaines de Béchoux) paraissent dans Lectures pour tous en octobre et novembre 1927. Le hasard fait des miracles est publié dans le même mensuel en janvier 1928. Puis, le recueil complet paraît chez Pierre Lafitte en février 1928.
Une neuvième nouvelle qui fait intervenir l'agence Barnett, Le Cabochon d'émeraude, est publiée isolément deux ans plus tard. On y rencontre une princesse Olga, croisée de nouveau dans La Femme aux deux sourires où elle était alors reine d'un pays imaginaire. Dans cette nouvelle, Lupin utilise déjà le pseudonyme qu'il reprendra dans La Demeure mystérieuse.  Les éditions modernes de L'Agence Barnett et Cie ajoutent parfois en appendice Le Cabochon d'émeraude à la série des huit nouvelles du recueil original.

## Résumé
Le cambrioleur prend cette fois l'identité d'un détective privé fantaisiste, Jim Barnett, qui n'hésite pas à détrousser ses clients ou les bandits qu'il pourchasse. Il est secondé dans ses enquêtes par le jeune inspecteur Théodore Béchoux, un protégé de l'éternel adversaire de Lupin, le positiviste inspecteur Ganimard. Béchoux doute rapidement de l'honnêteté de son complice. Il décide même de le faire arrêter après l'avoir enfin démasqué comme Arsène Lupin. Ambition indubitablement vaine.
Maurice Leblanc définit ses récits comme se déroulant « un peu avant la guerre ». La suite immédiate de cette œuvre, La Demeure mystérieuse, a cours en 1907.

## Contenu du recueil
Initialement, Maurice Leblanc prévoit de publier un recueil des aventures de Jim Barnett comprenant une dizaine de nouvelles. Néanmoins, à sa sortie, le recueil L'Agence Barnett et Cie ne regroupe que les huit nouvelles suivantes  :
1. Les Gouttes qui tombent, publication initiale dans le magazine Lectures pour tous en octobre 1927.
2. La Lettre d'amour du roi George, nouvelle inédite.
3. La Partie de baccara, nouvelle inédite.
4. L'Homme aux dents d'or, nouvelle inédite.
5. Les Douze Africaines de Béchoux, publication initiale dans le magazine Lectures pour tous en novembre 1927.
6. Le hasard fait des miracles, publication initiale dans le magazine Lectures pour tous en janvier 1928.
7. Gants blancs... guêtres blanches..., nouvelle inédite.
8. Béchoux arrête Jim Barnett, nouvelle inédite.

Une neuvième nouvelle, The Bridge that broke — inédite en langue française jusqu'en 2005 —, est présente dans la version américaine du recueil Arsène Lupin Intervenes publié par les éditions MaCaulay en 1929.
Enfin, la nouvelle Le Cabochon d'émeraude — mettant également en scène le détective Jim Barnett — est publiée isolément dans Les Annales politiques et littéraires du 15 novembre 1930. Elle pourrait être la dixième nouvelle évoquée par Maurice Leblanc.

## Parution
Lors de sa sortie en volume aux Éditions Pierre Lafitte en juin 1928, le recueil est tiré à 15 000 exemplaires. Le succès du volume oblige l'éditeur à tirer 10 000 nouveaux exemplaires en août 1928.

## Adaptation
Henri Diamant-Berger a donné une adaptation contemporaine du recueil au cinéma, notamment appuyée sur Béchoux arrête Jim Barnett, dans Arsène Lupin détective (1937). Jules Berry y tient le rôle de Barnett.
Les aventures de Jim Barnett sont à nouveau adaptées en 1971 par Claude Brulé pour l'épisode 5 de la première saison de la série télévisée Arsène Lupin dont le héros est incarné par Georges Descrières.